# Kopulation (Gehölze)

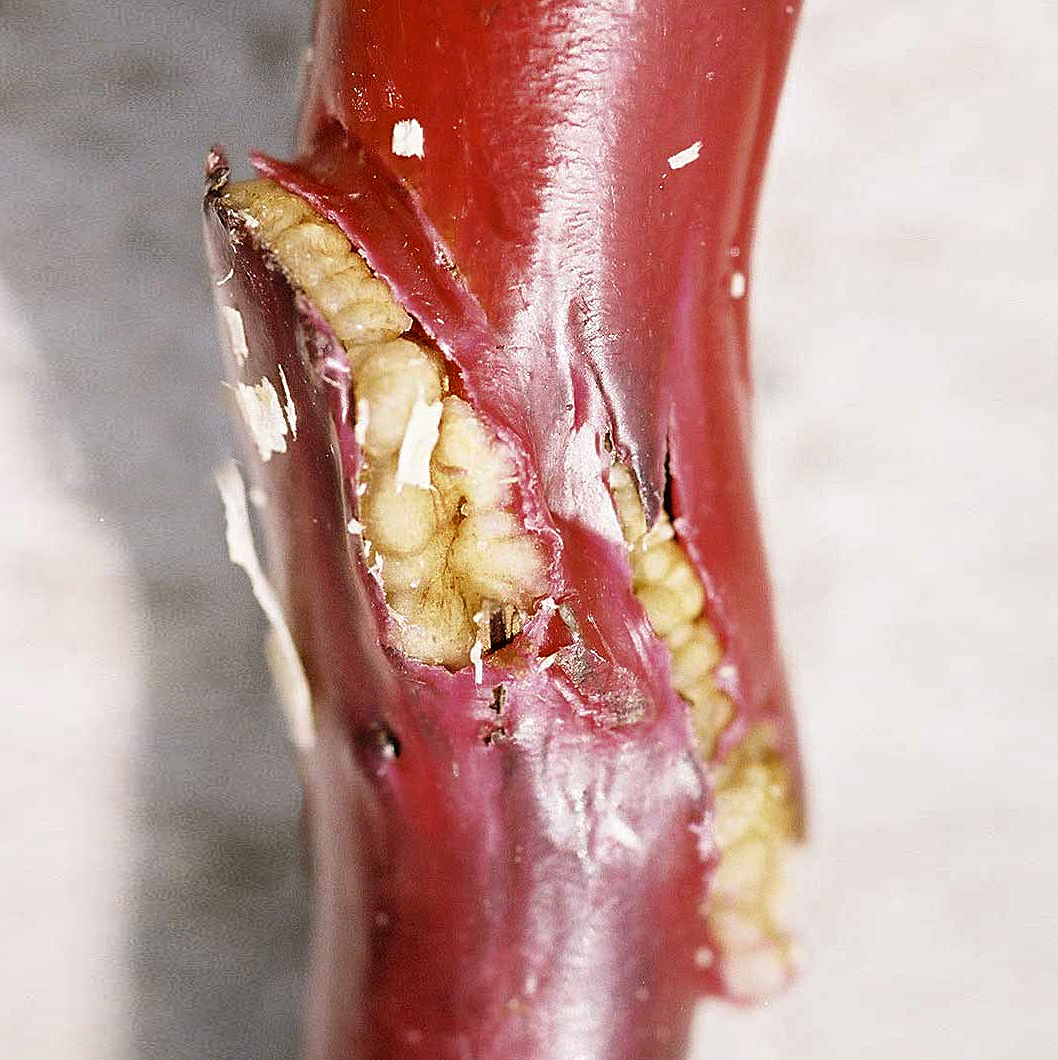
Gut angewachsene Kopulation mit Gegenzunge, hier bei einer Rebe

Als Kopulation bezeichnet man in der Produktion von Gehölzen in Baumschulen die Veredelung einer bestimmten Sorte auf eine dafür geeignete Unterlage, um der nicht wurzelechten Sorte ein dauerhaftes Wachstum zu ermöglichen. Dies ist eine der Veredelungsmethoden, die in der Ruhezeit durchgeführt werden können, da hierbei sich die Rinde nicht lösen muss, wie z. B. bei der Okulation notwendig.
Man unterscheidet die
- normale Kopulation: Reiser der Sorte und Unterlage sind von annähernd gleichem Durchmesser und werden mittellang angeschnitten und dann so miteinander verbunden, dass die Kambiumschichten aufeinander liegen. Die Verbindung gilt als weniger stabil.

von der etwas zeitaufwändigeren
- Kopulation mit Gegenzunge: auch hier werden Reiser und Unterlage angeschnitten, die Schnittstellen jedoch zusätzlich mit einem Einschnitt versehen, die ein Ineinanderschieben der beide Partnergehölze möglich machen. Zweck der Gegenzungen ist die größere Festigkeit der Verbindung sowie die Schaffung größerer Kontaktflächen der Kambiumschichten, was ein rascheres Zusammenwachsen an der Veredelungsstelle fördert.

Die Verbindung zweier bleistiftstarker Triebe wird heutzutage zügig mit Hilfe einer Pfropfschere oder Veredelungsschere bewerkstelligt, einer Baumschere, die Edelreiser und Unterlagen so zuschneidet, dass sie mit Zunge und Einkerbung exakt ineinanderpassen und die Kambiumschicht dabei scharf beschnitten wird (ein Schnitt am Edelreis, ein Schnitt an der Unterlage, beide Teile zusammenfügen und mit Klebeband fixieren).
Die Geißfußveredelung ist eine ähnliche Veredelungsmethode, ebenfalls in der Ruhezeit möglich und findet für kräftigere Unterlagen Verwendung.

## Veredelung von Gemüsepflanzen
Seit 1920 werden auch Fruchtgemüse (Tomaten, Gurken und Auberginen) und Melonenpflanzen veredelt.
Als Unterlagen werden meist Sorten verwendet, die ein kräftiges, leistungsstarkes Wurzelwerk bilden und den Pflanzen mehr Nährstoffe und Wasser zur Verfügung stellen (beispielsweise Kürbis als Unterlage für Gurken). Dadurch werden die Pflanzen kräftiger und können auch bei ungünstiger Witterung oder in Hitzeperioden weiterwachsen. Melonen können dadurch bis zu 75 % mehr Ertrag haben und mehr Zucker einlagern als unveredelte (wodurch sie süßer schmecken, was den Absatz fördert). In Japan werden deshalb 92 % und in Korea 95 % aller Melonenpflanzen veredelt. Durch die bessere Versorgung werden mehr und größere Früchte gebildet, dadurch kann der Ertrag bei Tomaten um etwa 25 bis 50 %, bei Gurken um 100 % steigen. Durch Einsatz von Mykorrhiza oder Hydroponik kann die Nährstoffversorgung und damit der Ertrag noch weiter gesteigert werden.
Wenn die Pflanzenstängel hohl sind, so hilft ein zahnstocherähnliches Hölzchen innen und Klebeband oder ein Clip außen, beide Teile zu fixieren.